# Gordon Manley
Pour les articles homonymes, voir Manley.
Gordon Valentine Manley, né le 3 janvier 1902 et mort le 29 janvier 1980, est un climatologue britannique. Il a recensé les températures moyennes mensuelles du centre de l'Angleterre en remontant à 1659, ce qui représente le plus long enregistrement instrumental standardisé du monde. Ce travail exemplaire, qui a nécessité trente années, permet de disposer d'une référence remarquable quant aux changements climatiques.

## Biographie

### Jeunesse
Gordon Manley naît à Douglas, sur l'île de Man, en 1902. Il grandit à Blackburn, dans le Lancashire, où il fréquente le Queen Elizabeth's Grammar School. Après avoir obtenu des diplômes en ingénierie et en géographie, respectivement à l'université Victoria de Manchester et au Gonville et Caius College de Cambridge, il rejoint en 1925 le Met Office, service national britannique de météorologie. Il en démissionne l'année suivante. À l'été 1926, il fait partie de l'expédition de Cambridge au Groenland oriental, qui effectue de nombreuses et importantes recherches. Plus tard la même année, il entame une longue carrière universitaire avec un poste de maître de conférences adjoint en géographie à l'université de Birmingham. Son enthousiasme, ses qualités pédagogiques, la vivacité de son esprit feront de lui un professeur très apprécié. En 1928, il est nommé maître de conférences en géographie à l'Université de Durham. Il est par la suite chef de département fondateur et directeur de l'observatoire cette université.

### Observatoire

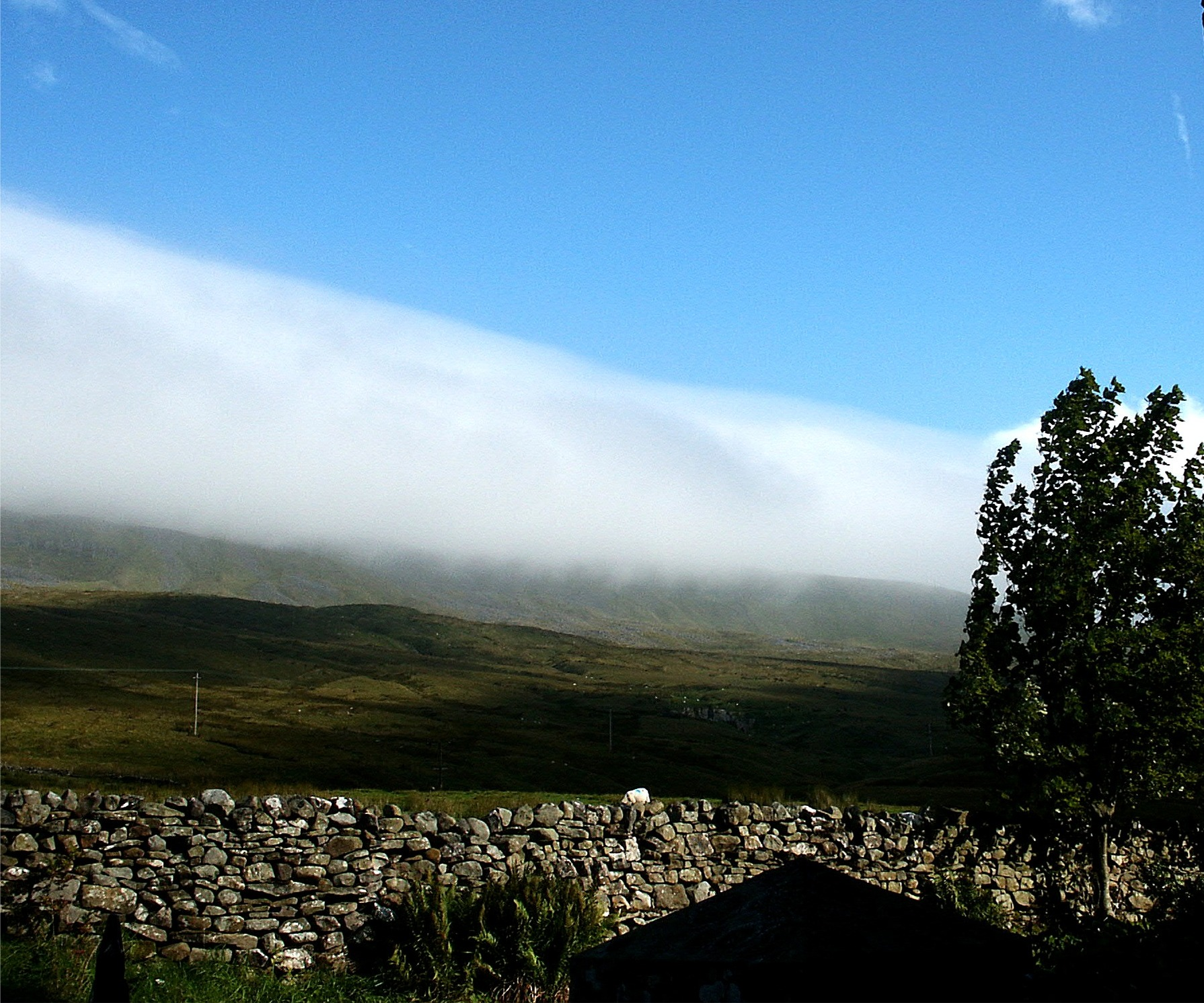
Rotor stationnaire créé par le vent d'Helm à Mallerstang.

À l'observatoire, Gordon Manley travaille beaucoup sur la normalisation du recueil des données de température, qui remonte au milieu du XIXe siècle. Il commence également à recueillir des données à Moor House, dans le nord des Pennines. Il établit une station météorologique près du sommet de Great Dun Fell, à 847 mètres d'altitude. Des relevés y sont effectués toutes les trois heures, de 1938 à 1940. Il s'agit de la première série d'observations réalisées en montagne, en Angleterre.
À partir de 1937, Manley mène d'importantes recherches sur le vent de Helm, un vent violent de nord-est qui résulte de la topographie locale et descend le versant sud-ouest de Cross Fell, dans les Pennines. Il interprète ce phénomène en termes hydrodynamiques comme une onde stationnaire et un rotor, interprétation confirmée en 1939 par des vols de planeurs.

### Seconde Guerre mondiale et après
En 1939, Manley quitte Durham pour occuper un poste de démonstrateur en géographie à l'université de Cambridge. De 1942 à 1945, il est lieutenant dans l'escadron aérien de l'Université de Cambridge, tout en poursuivant ses activités de recherche et d'enseignement auprès des étudiants de Cambridge et du Bedford College de Londres, cette institution ayant été évacuée vers Cambridge .
Le magazine de la Royal Meteorological Society, Weather, dont l'objectif est de rendre la science météorologique accessible à un plus large public, est lancé en 1946 sous sa présidence et bénéficie de son soutien. De 1948 à 1964, Manley est professeur de géographie au Bedford College for Women de l'université de Londres. Il garde des liens avec Cambridge, ce qui favorise la participation conjointe d'étudiants de premier cycle des deux institutions à des expéditions en Norvège et en Islande .
En 1952, Collins a publié son « Climate and the British Scene » dans la collection New Naturalist. Ce livre, facilement accessible au grand public, est l'une de ses plus grandes contributions à la climatologie britannique. Le talent de Gordon Manley pour écrire de manière à la fois divertissante et instructive sur le climat lui est également utile pour rédiger une longue série d'articles pour le Manchester Guardian à partir de 1952. Il y aborde les événements météorologiques et climatiques d'actualité.

### Fin de carrière
En 1964, à l'âge de 62 ans, il relève le défi de fonder le département d'études environnementales de la toute nouvelle université de Lancaster. Il prend sa retraite en 1967 et retourne à Cambridge, mais reste chercheur associé. C'est à cette époque que sont finalement publiées ses recherches sur les précipitations à Manchester et sur les températures du centre de l'Angleterre. La série de températures du centre de l'Angleterre continue d'être mise à jour chaque mois par le bureau météorologique britannique.
De 1969 à 1970, il est professeur invité de météorologie à la Texas A&M University. Jusqu'à la fin de sa vie, il ne cesse de travailler et de publier. Au total, il a écrit 182 articles à partir de 1927. Au moment de sa mort, il réunissait des données instrumentales pour le nord de l'Angleterre et l'Écosse en remontant au XVIIIe siècle.
Il est enterré dans le cimetière de Coton, Cambridgeshire, Royaume-Uni.

## Sélection de livres et d'articles
- (en) Gordon Manley, Climate and the British Scene : New Naturalist No. 22, Collins, 1952, 1re éd. (résumé).
- (en) Gordon Manley, « The mean temperature of central England, 1698–1952. », Quarterly Journal of the Royal Meteorological Society, vol. 79, no 340,‎ avril 1953, p. 242–261 (DOI 10.1002/qj.49707934006).
- (en) Gordon Manley, « Central England temperatures : monthly means 1659 to 1973 », Quarterly Journal of the Royal Meteorological Society, vol. 100, no 425,‎ juillet 1974, p. 389–405 (DOI 10.1002/qj.49710042511).
- (en) Gordon Manley, M. J. Tooley (dir.) et G. M. Sheail (dir.) (trad. La scène climatique : essais en l'honneur du professeur Gordon Manley), Climatic scene : essays in honour of Gordon Manley, Londres et Boston, George Allen et Unwin, 1985, 306 p. (ISBN 0-04-551089-X et 9780045510894, OCLC 249044666).

## Titres et récompenses
- BSc (Hons) en ingénierie, université de Manchester (1921)
- BA (plus tard MA Cantab) en géographie, Gonville and Caius College, Cambridge (1923)
- Membre de la Royal Geographical Society (1927)
- Membre de la Royal Meteorological Society (1932)
- MSc (candidat externe), Université de Manchester (1938)
- Prix Buchan de la Royal Meteorological Society (conjointement avec le Dr TEW Schuman) (1943)
- Président de la Royal Meteorological Society (1945-1947)
- Récipiendaire de la bourse Murchison de la Royal Geographical Society (1947)
- Membre du conseil de la Royal Geographical Society (1952-1954)
- DSc, université de Manchester (1958)
- Fait membre honoraire de la Royal Meteorological Society (1976)
- DSc honoris causa, université de Durham (1979)
- Le 22 mai 2007 , le bâtiment Gordon-Manley (LEC III), nommé en son honneur, est ouvert au centre de l'environnement de Lancaster par Lord Rees de Ludlow Kt.